# David Garrett
David Garrett  (David Christian Bongartz;
Aachen 1980. szeptember 4. –) klasszikus és Crossover hegedűművész.

## Élete

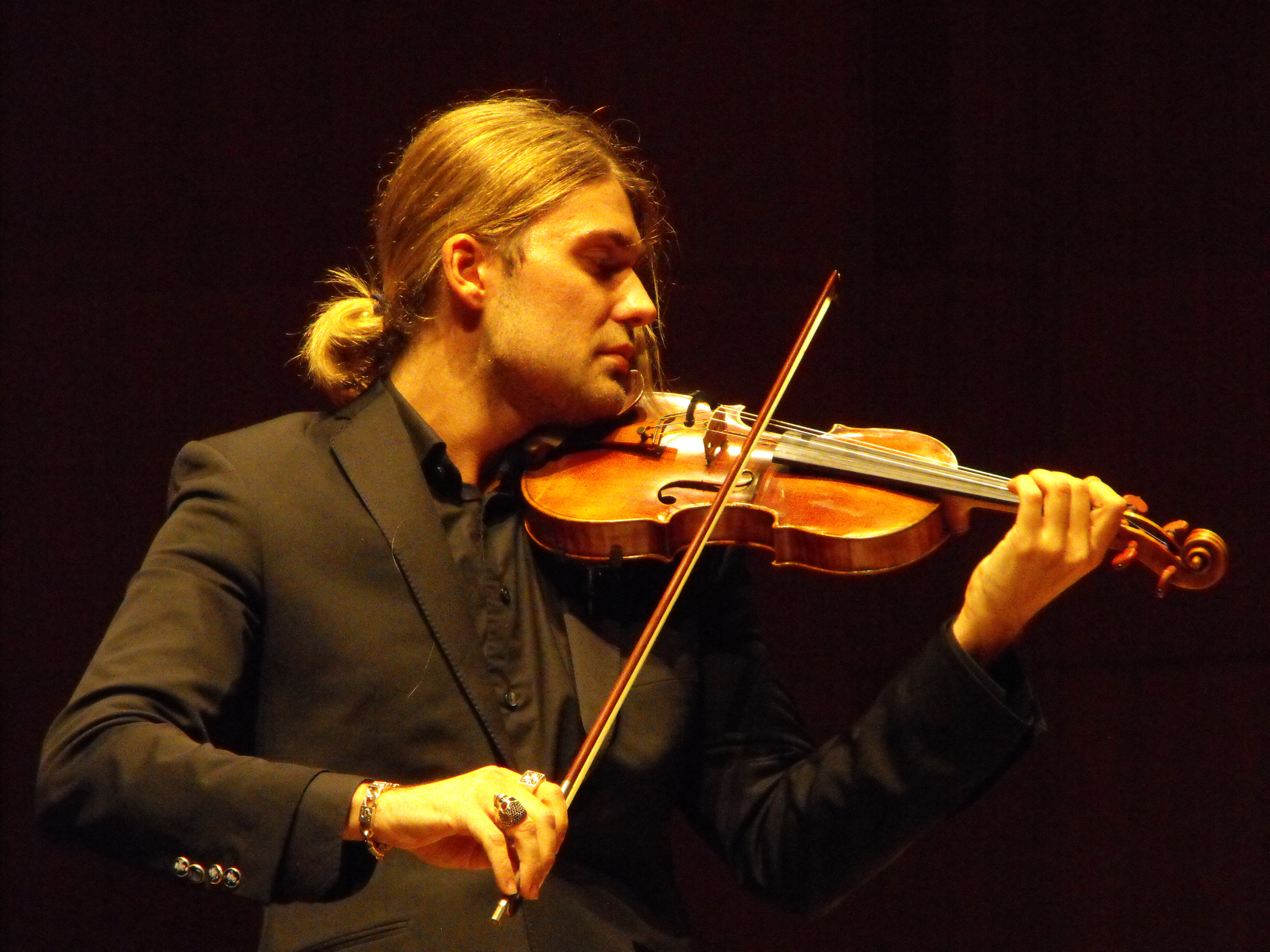
Max Bruch hegedűversenyét adja elő a stuttgarti Liederhalle-ban 2009-ben

Garrett 66 másodperc alatt játszotta el Nyikolaj Andrejevics Rimszkij-Korszakov Dongóját, amivel bekerült a Guinness Rekordok Könyvébe. Fiatal korában fotómodellként egészítette ki keresetét.
Négyéves korában kezdett hegedülni, miután a bátyját hallotta játszani. Szülei segítségével  kiváló tanárok foglalkoztak vele, és korán koncerteken játszott, kilencévesen pedig szólistaként zenekarral lépett fel, majd tizenegy évesen a Deutsche Grammophon alkalmazta.
David Garrett, akit csodagyerekként ismertek, tinédzserként már a komolyzene összes fontos művét eljátszotta, New Yorkba ment tanulni.
Garrett első Stradivari-hegedűjét Richard von Weizsäckernek, Németország egykori elnökének jóvoltából szerezte meg, aki megdöbbent, miután 11 évesen látta őt fellépni.
Mendelssohn hegedű hangversenye a Londoni Filharmonikus Zenekarkal koncert maradt hátra, amikoris a vékonytalpú cipőjével elesett, a hegedűtokra. A kisebb baleset során hegedűje megsérült. 1 évvel később, édesapja beszélt egy Stradivarius tulajdonossal, akitől megvásárolta a hegedűt, azóta, 2010 óta ismét Stradivari-hegedűn játszik- ezúttal azon a hangszeren, amely Adolf Busché volt.
A klasszikus zene új műfaját valósította meg, a crossovert, amelyben a hegedűzenét ötvözte a popzenével. A fiatalok érdeklődését is szeretné felkelteni a klasszikus zene iránt. Több generáció van jelen hangversenyein.
A 2023-as év az új klasszikus ICONIC albumáról szól, amelyet 2022. november 4-én adott ki a Deutsche Grammophon. Azonnal elérte a 4. helyezést a német Pop-Charts albumon, ami egy klasszikus albumhoz képest rendkívüli siker. DAVID GARRETT nemzetközi turnéra indul ezzel a klasszikus repertoárral.
David Garrett évek óta a leukémia ellen küzdő alapítvány nagykövete.
A 2013-as Az ördög hegedűse című filmben ő játszotta a főszerepet, Niccolò Paganinit alakította.
Édesanyja amerikai balett-táncosnő, Dove-Marie Garrett, édesapja német jogász és hegedűkereskedő, Georg Paul Bongartz. Két testvére van, Alexander nevű bátyja és húga, Elena. David Garett 2018-ban Budapesten járt, elmondta, hogy édesanyja nevét használja, mert az édesapja nevét nehéz kiejteni.

## Színpadi debütálás
- 1991. augusztus 28. a Hamburger Philharmonikerrel
- Áttörést jelentő poppiac	2007 első crossover albumával, a Free (alias Virtuoso) címmel

## Filmes debütálás
- 2013: Az ördög hegedűse című film főszereplője

## Kompozíciók
- 2007 óta saját kompozíciók "Free" kiadásával: különösen 2013-ban a "Garrett vs. Paganini" és 2015-ben az "Explosive" (11 új szerzemény)
- Értékesítés	több mint 4,5 millió album

## Díjak
- 25 arany és 17 platina díj (2020 februárjában)
- 4 Pop ECHO és 5 Classic ECHO. Ezzel David azon kevés művészek közé tartozik, akik mindkét kategóriában megkapták ezt a díjat. ( Időtlen ECHO Klassik 2015 „Bestseller des Jahres”, Garrett vs. Paganini ECHO Klassik 2014 „Bestseller des Jahres”, Music ECHO 2013 „Künstler national Rock/Pop“, Zene – Élő koncert ECHO 2012”, Legcy National „DVDa – Produktion National ECHO Klassik 2012 „Der Bestseller des Jahres“, Rock Szimfóniák ECHO 2011 „Künstler national Rock/Pop“, Rock Szimfóniák Open Air Live - ECHO 2011"DVD-Produktion national", Classic Romance ECHO Klassik 2010 "Der Bestseller des Jahres", Virtuoso ECHO Klassik 2008 "Klassik-ohne-Grenzen")
- 2021 – Európai Kulturális Díj
- 2020 - BZ Kulturális Díj
- 2017 – Frankfurti Zenei Díj
- 2013 - GQ "Az év férfiai" díj
- 2013 - Bambi - Kategória: Klassik
- 2011 – Észak-Rajna-Vesztfália Állam Érdemrendje
- 2010 – Goldene Kamera a Legjobb Nemzetközi Zene kategóriában
- 2009 – Goldene Feder

## Megjelenések
- 2013 az Amerikai Egyesült Államok elnöke előtt: Barack Obama Berlinben
- 2013-ban a CDU MediaNight-on Angela Merkel kancellár előtt
- 2012-ben II. Erzsébet királynő gyémántjubileumán
- 2009-ben a német szövetségi elnök nyári fesztiválján

## Sportesemények
- 2020.10.11. Forma-1 Nagydíj futama – Nürburgring – Német Himnusz
- 2020.08.20. UEFA Európa Liga Himnusz (remix)
- 2019.02.20. FIS északi sí-világbajnokság – Seefeld/Ausztria
- 2012.05.19. UEFA Bajnokok Ligája döntő - Allianz Arena München - himnusz Jonas Kaufmann-nal
- 2011.11.15 FIFA nemzetközi mérkőzés Németország–Hollandia – Hamburg – német és holland himnusz
- 2009.03.21 Világbajnoki döntő bokszmérkőzés Vitali Klitschko és Juan Carlos Gomez között - Stuttgart - Ukrán és Kubai Himnusz

## Társadalmi elköteleződések
- A "Deutsche José Carreras Leukämie-Stiftung eV" tiszthelyettese
- A "The Perlman Music Program" támogatója
- Az "Ein Herz für Kinder" támogatója

## Koncertek
- Eddig több mint 1600 (klasszikus és crossover)
- A legnagyobb közönség 75 000 Jonas Kaufmann-nal a müncheni Allianz Arénában 2012-ben, az UEFA-bajnokok ligája döntőjének nyitórendezvényén.
- Crossover koncert 17 000 (München, 2013)
- Klasszikus koncert	40 000 (Milánó, 2015), a Filharmonica della Scalával lép fel Riccardo Chailly vezényletével az Il Duomo előtt.

## Hangszer
- Stradivari (ex A. Busch) 1716-ból
- "Prince Doria" Guarneri del Gesù hegedű (1734) Gregg Alf és Sota Nakazawa ingyenes kölcsönadása a cremonai Fondazione Museo del Violino-n keresztül

## Karmesterek (válogatás)
Zubin Mehta, Christoph Eschenbach, Claudio Abbado, Riccardo Chailly, Omer Meir-Wellber,Vladimir Spivakov, Lahav Shani és Andrés Orozco-Estrada.

## Zenekarok
Az Izraeli Filharmonikusok, a Filharmonica della Scala, a Londoni Filharmonikusok, a Wiener Symphoniker, a RAI Turin, az Orosz Nemzeti Zenekar és az Accademia di Santa Cecillia

## Guinness-rekord
- A világ leggyorsabb hegedűse – 2008 és 2010 között Nyikolaj Rimszkij-Korszakov Dongó[6] című művét 66,56 másodpercben, majd 65,26 másodpercben játssza akusztikus hegedűn.